# Universidade de Bedfordshire

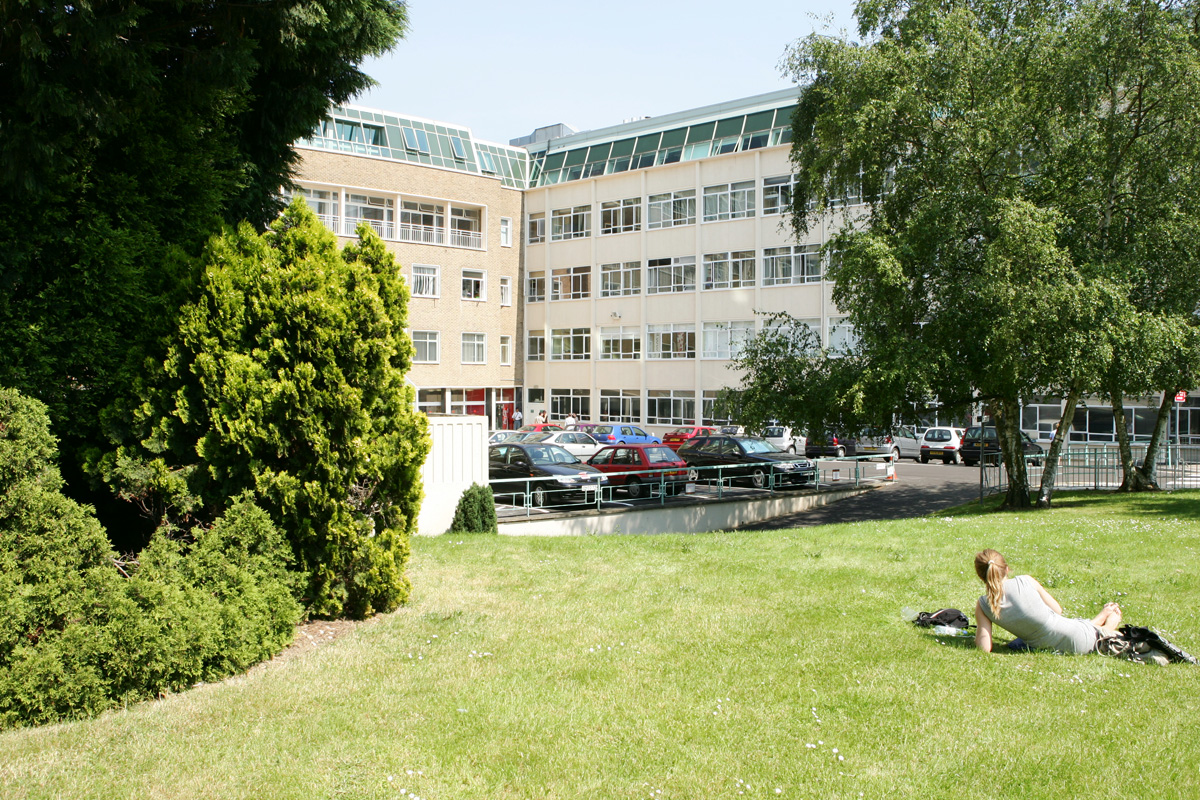
Campus da Universidade de Bedfordshire em Luton

Universidade de Bedfordshine é uma instituição de ensino superior da Inglaterra, localizada em Bedford e Luton, as duas maiores cidades em Bedfordshire. Um campus em Aylesbury é para estudantes de Enfermagem e obstetrícia. Um outro campus em Milton Keynes, é responsável pelas aulas de negócios, engenharia eletrônica e de telecomunicações.
Possui cerca de 24 mil alunos. Cerca de 3.000 estudantes internacionais estudam na universidade. A instituição foi criada pela fusão da Universidade de Luton e o campus Bedford de De Montfort University em agosto de 2006 a aprovação seguinte pelo Conselho Privado. Em 2012, alcançou o status de Comércio Justo.
A universidade entrou no Research Assessment Exercise em 2008 e alcançou uma pontuação de 2.087, com 34,7% de líder mundial ou excelência internacional. As unidades principais de avaliação foram as de Comunicação, Cultura e Estudos de Mídia, Política Social, Serviço Social e Administração, Língua inglesa e Literatura.

## Campus
Os dois principais campus da universidade estão no centro da cidade de Luton e Bedford, em Polhill Avenue. Ambos foram recentemente modernizadas com novas aulas e equipamentos sociais e as novas acomodações no campus.
A universidade tem um terceiro campus no Putteridge Bury, uma mansão localizada na borda de Luton na estrada A505 para Hitchin. O campus situa-se em cerca de 30 hectares de jardins paisagísticos. Putteridge Bury pode ser rastreada até os tempos de Eduardo, o Confessor e tem ligações com o Domesday Book. O atual edifício foi concluído em 1911 e foi projetado pelos arquitetos Sir Ernest George e Alfred Yeats no estilo de Chequers, tendo tido várias reformulações e reconstruções ao longo dos anos. O campus é o lar de pós-graduação do colégio de negócios da universidade, bem como o centro de conferências da universidade.
Um quarto campus menor é o campus da universidade Milton Keynes, Bucks, que se tornou parte da universidade em 2012.

## Organização e estrutura
A universidade tem quatro faculdades: Artes, Tecnologias e Ciência; Educação e Desporto; Saúde e Ciências Sociais; e uma Escola de Negócios e de acordo com o Daily Telegraph, que tem "uma dos mais generosos" programas de bolsas de estudo no Reino Unido. A universidade tem representantes regionais em várias partes da Índia, que têm treinamento extensivo para dar orientação gratuita, aconselhamento e, quando possível, uma entrevista cara a cara com os alunos, com base em Chandigarh, Chennai, Hyderabad e Vadodara.

## Perfil acadêmico
A Universidade abriga o Centro Nacional de Pesquisa Cyberstalking inaugurado em 2012, que realizou o primeiro estudo britânico de ciber-perseguição e outras formas de assédio online. Em 2012, ela estabeleceu uma cadeira na UNESCO em novas formas mídias do Livro para analisar as tendências no uso de meios eletrônicos, mídias móveis e tecnologias de Internet através da investigação e prática.